# Сонячне затемнення 25 листопада 2011 року
Сонячне затемнення 25 листопада 2011 року — часткове сонячне затемнення, яке було найкраще видно в районі Антарктики протягом 24 годин.
Це затемнення є останнім з чотирьох часткових сонячних затемнень, що відбулися у 2011 р. До цієї групи належать також сонячні затемнення 4 січня, 1 червня та 1 липня 2011 р.

## Зображення
Анімація шляху перебігу затемнення

## Інші сонячні затемнення з цієї серії

### Сонячні затемнення 2011—2014
Дана серія сонячних затемнень повторюється приблизно через кожні 177 діб та 4 години .
Примітка: Часткові сонячні затемнення 4 січня 2011 та 1 липня 2011 відбулися протягом попередньої серії затемнень.  
| Вузол, що заходить | Вузол, що заходить                        |       | Вузол, що сходить                          | Вузол, що сходить |
| Сарос              | Карта                                     | Сарос | Карта                                      |                   |
| 118                | 1 червня 2011 Часткове (північна півкуля) | 123   | 25 листопада 2011 Часткове                 |                   |
| 128                | 20 травня 2012 Кільцеподібне              | 133   | 13 листопада 2012 Повне                    |                   |
| 138                | 10 травня 2013 Кільцеподібне              | 143   | 3 листопада 2013 Гібридне                  |                   |
| 148                | 29 квітня 2014 Кільцеподібне              | 153   | 23 жовтня 2014 Часткове (північна півкуля) |                   |

### Метонів цикл
Метонів цикл сонячних затемнень повторюється кожні 19 років (6939.69 діб) й триває протягом біля 5-ти циклів. Затемнення відбуваються приблизно одного і того ж календарного дня. 
Ця серія містить 21 сонячне затемнення, які подорожують з півночі на південь від 1 липня 2000 до 1 липня 2076 року.
| 1-2 липня    | 19-20 квітня   | 5-7 лютого    | 24-25 листопада   | 12-13 вересня   |
| 117          | 119            | 121           | 123               | 125             |
| ------------ | -------------- | ------------- | ----------------- | --------------- |
| 1 липня 2000 | 19 квітня 2004 | 7 лютого 2008 | 25 листопада 2011 | 13 вересня 2015 |
| 127          | 129            | 131           | 133               | 135             |
| 2 липня 2019 | 20 квітня 2023 | 6 лютого 2027 | 25 листопада 2030 | 12 вересня 2034 |
| 137          | 139            | 141           | 143               | 145             |
| 2 липня 2038 | 20 квітня 2042 | 5 лютого 2046 | 25 листопада 2049 | 12 вересня 2053 |
| 147          | 149            | 151           | 153               | 155             |
| 1 липня 2057 | 20 квітня 2061 | 5 лютого 2065 | 24 листопада 2068 | 12 вересня 2072 |
| 157          |                |               |                   |                 |
| 1 липня 2076 |                |               |                   |                 |

1. ↑  https://eclipse.gsfc.nasa.gov/5MCSE/5MCSEcatalog.txt